# Sokratova smrt (David)
Sokratova smrt (francosko La Mort de Socrate) je slika olje na platnu, ki jo je naslikal francoski slikar Jacques-Louis David leta 1787. Slika je bila del neoklasicističnega sloga, priljubljenega v 1780-ih, ki je upodabljal subjekte iz klasične dobe, v tem primeru zgodbo o Sokratovi usmrtitvi, kot jo je povedal Platon v svojem Fedonu. V tej zgodbi je bil Sokrat obsojen pokvarjenosti atenske mladine in uvedbe čudnih bogov ter obsojen na smrt s pitjem strupa. Sokrat svojo smrt uporabi kot zadnjo lekcijo za svoje učence, namesto da bi pobegnil, ko se pojavi priložnost, in se z njo mirno sooči. Fedon prikazuje Sokratovo smrt in je tudi četrti in zadnji Platonov dialog, ki podrobno opisuje filozofove zadnje dni, kar je podrobno opisano tudi v Evtifronu, Apologiji in Kritonu.

## Opis
Na sliki je ostareli Sokrat, oblečen v belo haljo in sedi vzravnan na postelji, ena roka je iztegnjena nad skodelico, druga pa gestikulira v zrak; še poučuje. Obkrožajo ga prijatelji različnih starosti, večina kaže čustveno stisko, za razliko od Sokrata, ki ostaja miren. Mladenič, ki mu podaja skodelico, gleda v drugo smer, z obrazom v prosti roki. Kriton pozorno posluša učiteljeve besede, medtem ko se drži za koleno. Starejši moški Platon sedi na koncu postelje, zleknjen in gleda v svoje naročje. Na levi strani so skozi lok v ozadju stene vidni drugi moški. Na stopnišču v ozadju Sokratova žena Ksantipa, ki jo je njen mož prej odpustil, zamišljeno pogleda nazaj na prizor.
David uporablja barvo, da poudari čustva na tej sliki. Rdeči odtenki so bolj utišani na robovih slike in postanejo bolj živahni v središču, vrhunec pa je v temno rdečem oblačilu človeka, ki drži skodelico strupa, kar se običajno razume kot ponujanje skodelice Sokratu, namesto da bi jo prejel, potem ko je Sokrat zaužil njeno vsebino. Edina dva spokojna moža, Sokrat in Platon, sta oblečena v kontrastno modrikasto belo. Bolj umirjena barvna shema te slike je morda odgovor kritikom Davidove prisege Horacijev, ki so njegove barve označili za 'kričeče'.
David poenostavi prizor tako, da odstrani številne like, prvotno opisane v Platonovih dialogih. Pokazal je tudi nekaj umetniškega dovoljenja pri predstavljanju starosti mnogih Sokratovih učencev, vključno s Platonom. Sokrat, čeprav je star, je upodobljen kot precej bolj čeden in fit, kot bi bil 70-letnik njegove dobe v bolj realistični upodobitvi; njegov obraz je tudi veliko bolj idealiziran kot klasični doprsni kip, ki se običajno uporablja kot referenčni portret Sokrata. Platon bi bil v času Sokratove smrti mladenič, toda na tej sliki je starec, ki sedi ob vznožju postelje. David je morda nameraval, da je slika postavljena v Platonovo domišljijo, kjer starejši Platon poskuša pričarati prizor v svoji domišljiji, medtem ko piše.
David je podpisal to sliko na dveh mestih; svoj polni podpis je dal pod Kritona, mladeniča, ki se oklepa Sokratovega stegna, in svoje začetnice pod Platona. Postavitev Davidovega podpisa je imela pogosto simbolni pomen – na primer na njegovi sliki Stanisława Kostke Potockega se je David podpisal v ovratnico psa, ki laja na varuško. V Sokratovi smrti imajo tudi njegovi podpisi pomen. Njegove začetnice pod Platonom so sklicevanje na dejstvo, da zgodba prihaja od Platona, v zahvalo za navdih. Njegov popolnejši podpis pod Kritonom pomeni, da je to lik, s katerim se umetnik najbolj identificira. To je lahko referenca za Kritonov položaj v kompoziciji – stiskanje Sokratovega stegna. Na ta način bi Davida videli kot človeka, ki se prav tako oklepa morale in vrednot, ki jih zastopa Sokrat.

## Ustvarjanje in zgodovina
Namesto kraljevega naročila je David leta 1786 prejel neposredno zasebno naročilo za delo od bogatega Charlesa-Michela Trudaina de la Sablièra, najmlajšega sina Trudaina de Montignyja in takrat starega okoli 20 let. Trudaina je navdušila drama, ki jo je Denis Diderot nameraval napisati, a je ni nikoli dokončal. Eden od dramatičnih prizorov, ki jih je Diderotova nedokončana vključevala, je bila njegova smrt, kar je privedlo do naročila za sliko. Davidov takratni prijatelj Andre Chenier je bil prav tako član kroga »društva Trudaine« in zdi se, da je David sledil Chénierjevim predlogom o zadevah, kot je Sokratov položaj, ko je med poučevanjem iztegnil skodelico. Na splošno je bil Sokrat priljubljena tema tistega časa kot primer razsvetljenskih vrednot: človek, ki se je držal resnice z občudovanja vredno racionalnostjo in samokontrolo.
David je prvotno obdelavo ustvaril že leta 1782 in se je vrnil k tej zgodnji kompoziciji zdaj, ko je dobil naročilo. Posvetoval se je s patrom Jeanom Adryjem, helenistom in učenjakom na to temo, o okoliščinah Sokratove smrti. Eno od Adryjevih pisem se je ohranilo; priporočal je, da bi moral biti Platon prikazan negiben (čeprav Platon dejansko ni bil prisoten), da bi bil Kriton prikazan z več čustev in da bi moral biti Apolodor (skrajno desno na sliki) vidno napolnjen s čustvi.
Med Davidovim prvim potovanjem v Rim je začel preučevati upodobitev pogrebnih prizorov in risati veliko primerov. Številna Davidova glavna dela izhajajo iz teh pogrebnih risb. V Sokratovi smrti David preučuje filozofov pristop do smrti. Sokrat je stoičen in miren, ker vidi smrt kot ločeno, dejansko kraljestvo, drugačno stanje bivanja od življenja, vendar ne kot konec bivanja. Na sliki nam Sokratova gesta kaže, da še vedno poučuje, tudi v trenutku pred smrtjo.

## Podobne slike
Pierre Peyron, Davidov sodobnik, je prav tako naslikal umetniško upodobitev Sokratove smrti okoli leta 1787. Tako Peyronova kot Davidova različica sta bili prikazani na istem Salonu leta 1787. Pred tem sta imela nekaj rivalstva, oba sta upala, da bosta postala direktorja Francoske akademije v Rimu, ko se bo naslednjič odprl položaj; kritiki so menili, da sta sliki odločilno rešili zadevo v korist Davida. Grof Potocki je porogljivo izjavil, da je Peyronovo delo »pokazalo kakovost Davidove slike, tako da je javnosti dokazalo, kako daleč pod njim je lahko nekdo«.
Drugo sliko, ki prikazuje Sokratovo smrt, je v prvi polovici 18. stoletja naredil italijanski umetnik Giambettino Cignaroli. Cignarolijevo delo prikazuje Sokrata, ki je že mrtev, obkrožen s svojimi prizadetimi privrženci.
Še eno upodobitev Sokratove smrti je naredil francoski umetnik Jacques-Philippe-Joseph de Saint-Quentin. Delo, ki je trenutno shranjeno na École Nationale Supérieure des Beaux-Arts v Parizu v Franciji, je nastalo okoli leta 1762.
- Sokratova smrt Pierre Peyron
- Sokratova smrt Giambettino Cignaroli
- Sokratova smrt Jacques-Philip-Joseph de Saint-Quentin
- Sokratova smrt Francois-Xavier Fabre

## Sprejem
David je debitiral s sliko na Pariškem salonu leta 1787, uradni umetniški razstavi. Slika je bila med Davidovimi sodobniki takoj sprejeta. Angleški slikar Joshua Reynolds je zapisal, da je Sokratova smrt »največje umetniško delo od Sikstinske kapele in Rafaelovih stanc v Vatikanu.« Ameriški minister v Franciji Thomas Jefferson je zapisal, da je bila slika najboljše delo na Salonu leta 1787 in da je bila slika »odlična«. Slika je bila dovolj uspešna, da jo je David ponovno pokazal na Salonu leta 1791; še vedno je vzbujala zanimanje zaradi spremenjenega političnega okolja, saj so se junaške zgodbe iz prejšnje dobe ujemale z razpoloženjem zgodnje francoske revolucije.
Na razstavi iz leta 1826, namenjeni zbiranju denarja za grško vojno za neodvisnost, je bila v Galerie Lebrun prikazana večina Davidovih del, vključno s Sokratovo smrtjo. Razstava je pritegnila veliko zanimanja zaradi negativnega odziva rojalistične vlade po burbonski restavraciji, ki Davida ni marala in je zavrnila dovoljenje, da bi njegovo truplo pokopali v Franciji, čeprav bolj zaradi njegovih slik iz revolucionarnega obdobja kot zaradi Sokrata.

## Izvor
Potem ko sta bila Charles-Michel Trudaine de la Sablière in njegov brat leta 1794 med vladavino terorja usmrčena, je slika prešla v last bratove žene Louise Micault de Courbeton, Madame Trudaine de Montigny. Slika je prešla med več ljudi v dedovanju in zasebnih prodajah, zlasti med Olivierjem de Saint-Georgesom de Véracom in njegovo ženo v letih 1809–1870. Leta 1931 je bila slika prodana Metropolitanskemu muzeju umetnosti v New Yorku, kjer je od takrat ostala.